# Ruby Bentall
Ruby Bentall est une actrice britannique, née le 3 avril 1988 à Londres.

## Biographie
Elle naît à Camden situé à Londres en Angleterre, de Paul Bentall et Janine Duvitski (en), tous deux acteurs. Elle déménage à Petersham avec sa famille à l'âge de huit ans. Ruby a trois frères et sœurs et deux demi-frères et sœurs plus âgés, issus du premier mariage de son père. 
Elle a fréquenté la Grey Court School (en) puis elle est allée à Richmond upon Thames College (en) entre 2004 et 2006, diplômée d'un BTEC Extended Diploma (en)

## Filmographie

### Cinéma

#### Longs métrages
- 2009 : Tormented de Jon Wright : Emily
- 2010 : Robin des bois de Ridley Scott : Servante Margaret Walter
- 2014 : Mr. Turner de Mike Leigh : un couple malheureux
- 2017 : Interlude in Prague (en) de John Stephenson : Barbarina
- 2017 : Bikini Blue de Jaroslaw Marszewski : l'infirmière
- 2019 : The Personal History of David Copperfield d'Armando Iannucci
- 2020 : Miss Révolution (Misbehaviour) de Philippa Lowthorpe

#### Courts métrages
- 2009 : The Alchemistic Suitcase de Joe Stephenson : une fille
- 2009 : Exposed de Sue Dunderdale : Erin

### Télévision

#### Séries télévisées
- 2006 : Holby City : Robyn Dent (1 épisode)
- 2007 : Oliver Twist (mini-série) : Charlotte (1 épisode)
- 2007 : Doctors : Poppy Foster (1 épisode)
- 2008 : Orgueil et Quiproquos (Lost in Austen) (mini-série) : Mary Bennet (4 épisodes)
- 2008 : Flics toujours (New Tricks) : Heidi (1 épisode)
- 2009 : The Bill : Kim Patterson (2 épisodes)
- 2009-2011 : Lark Rise to Candleford (TV series) (en) : Minnie Mude (29 épisodes)
- 2012 : The Paradise : Pauline (8 épisodes)
- 2014 : Blandings (TV series) (en) : Linda (1 épisode)
- 2015 : Jekyll and Hyde : Hilary "Hils" Barnstaple (7 épisodes)
- 2015-2019 : Poldark : Verity Poldark
- 2020 : Industry

#### Téléfilms
- 2007 : You Can Choose Your Friends de Delyth Thomas : Phoebe Snell
- 2009 : Irena Sendler (The Courageous Heart of Irena Sendler) de John Kent Harrison : Stefania